# Aurelia maldivensis
Aurelia maldivensis is een schijfkwal uit de familie Ulmaridae. De kwal komt uit het geslacht Aurelia.